# 제이슨 시걸
제이슨 시걸(Jason Segel, 1980년 1월 18일 ~ )은 미국의 배우, 작가, 음악가이다. 《맵다 매워! 지미의 상담소》(2023-현재)로 2023년 제81회 골든 글로브상 뮤지컬·코미디 시리즈 부문 남우주연상과 제75회 프라임타임 에미상 코미디 시리즈 부문 남우주연상 후보에 올랐다.

## 출연 작품

### 영화
- 더 이상 참을 수 없어 (1998)
- 슬랙커즈 (2002)
- PM 11:14 (2003)
- 터네이셔스 D (2006)
- 사고친 후에 (2007)
- 사랑이 어떻게 변하니? (2008)
- 알러뷰 맨 (2009)
- 컴 백 록스타 (2010)
- 슈퍼배드 (2010) - 목소리
- 걸리버 여행기 (2010)
- 배드 티처 (2011)
- 프렌즈 위드 베네핏 (2011)
- 제프 후 리브스 앳 홈 (2011)
- 머펫 대소동 (2011)
- 디스 이즈 40 (2012)
- 5년째 약혼중 (2012)
- 디스 이즈 디 엔드 (2013)
- 섹스 테이프 (2014)
- 디 엔드 오브 더 투어 (2015)
- 디스커버리 (2017)
- 그날이 오면 (2018)

### 텔레비전
- 프릭스 앤 긱스 (1999-2000)
- 언디클레어드 (2001-02)
- CSI: 과학수사대 (2004-05)
- 앨리어스 (2005)
- 내가 그녀를 만났을 때 (2005-14)
- 패밀리 가이 (2009)
- 새터데이 나이트 라이브 (2011) - 진행
- 맵다 매워! 지미의 상담소 (2023-현재)